# Griesbacher Mineral- und Heilquellen

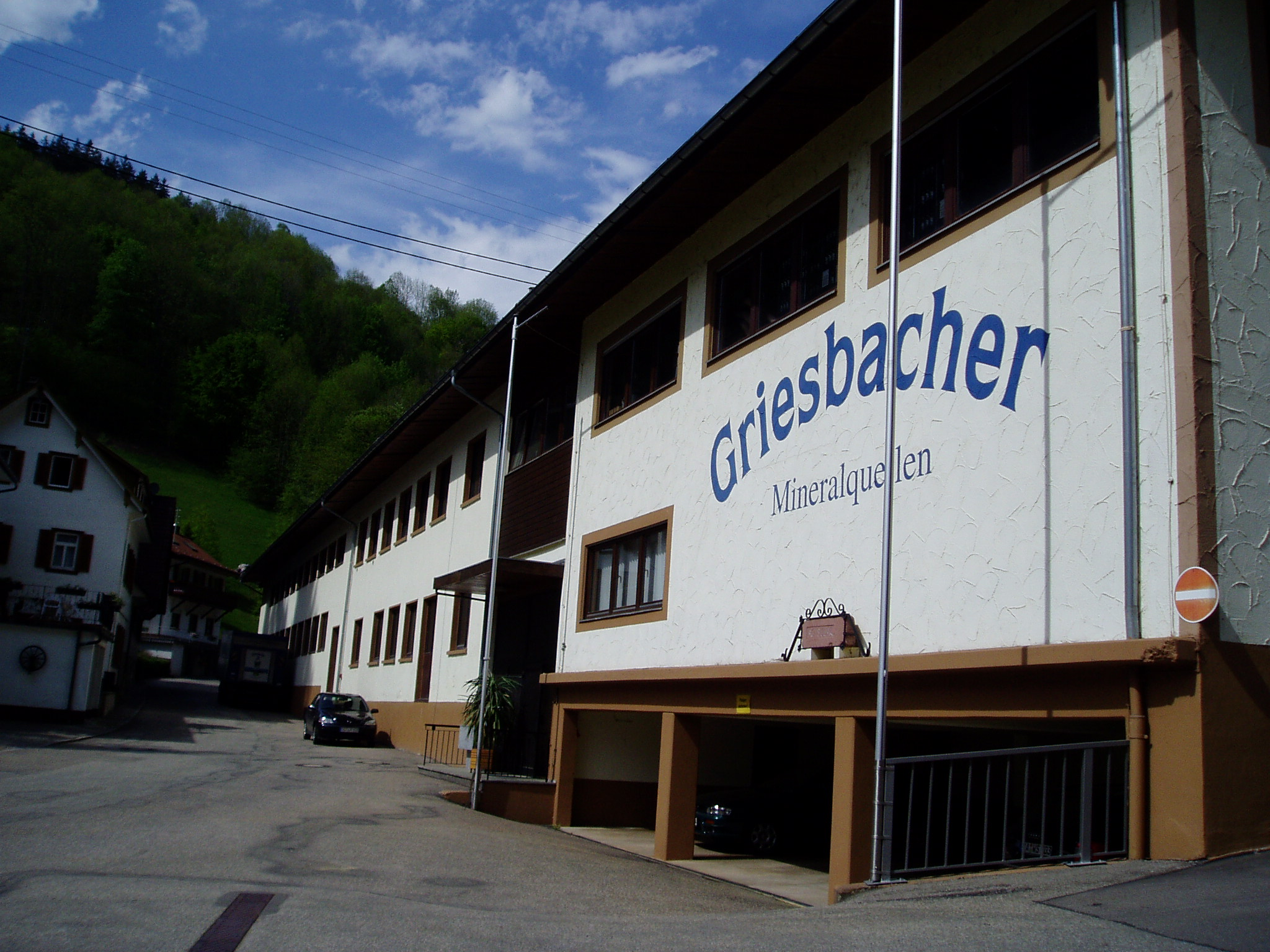
Griesbacher Mineral- und Heilquellen GmbH, Bad Peterstal-Griesbach

Die Griesbacher Mineral- und Heilquellen GmbH ist ein deutscher Getränkehersteller im Schwarzwald mit Sitz in Bad Peterstal-Griesbach im Ortenaukreis, Baden-Württemberg. Sie produziert und vertreibt Mineralwasser sowie weitere alkoholfreie Getränke. Die Griesbacher Mineral- und Heilquellen GmbH ist der erste Mineralbrunnen der Unternehmensgruppe Winkels und bis heute in Familienbesitz. Firmensitz und Produktionsstandort befinden sich in Bad Peterstal-Griesbach, die Verwaltung in Sachsenheim im Landkreis Ludwigsburg.

## Geschichte
Im Jahr 1935 erschloss Firmengründer Erwin Winkels in Bad Peterstal-Griesbach die Mineralquelle und begann mit der Abfüllung von Mineralwasser und Limonaden, die bis heute unter der Marke Griesbacher über den Schwarzwald hinaus vertrieben werden.
Nach dem Unfalltod von Erwin Winkels am 2. Oktober 1953 übernahm seine Frau Emma den Betrieb. Bereits während des Zweiten Weltkriegs führte Emma Winkels die Geschäfte.
Die Übergabe der Geschäftsführung an die zweite Generation erfolgte im Jahr 1955. Gerhard Rummler, Erwin Winkels Schwiegersohn, übernahm fortan die Geschäfte.
Im Jahr 2000 führte Griesbacher das bis heute aktuelle Individualgebinde ein. Das Design mit Tannenform betont die Herkunft der Marke. Ebenfalls in diesem Jahr übernahm der Neffe von Gerhard Rummler, Gerhard Kaufmann, die Geschäftsführung in dritter Generation.
2006 wurde das Griesbacher Mineralwasser als bestes Mineralwasser Deutschlands ausgezeichnet. Bei einer Studie durch das Institut für Rehabilitationsmedizin und Balneologie in Bad Wildungen (Hessen) über die gesundheitlich wertvollste Mineralisierung von Mineralwässern belegte Griesbacher den ersten Platz.
Der Verwaltungssitz der Firma wurde nach Sachsenheim im Landkreis Ludwigsburg verlegt.
Im Mai 2024 wurden die Griesbacher Produkte auf die gewichtsoptimierte 0,75-Liter-N2-Glasflasche (Poolgebinde der GDB) umgestellt. Das Individualgebinde mit Tannendekor ist weiterhin für die Gastronomie erhältlich.

## Brunnenbetrieb
Das Griesbacher Mineralwasser stammt aus der Griesbacher-Mineralquelle im Ortsteil Bad Griesbach der Gemeinde Bad Peterstal-Griesbach.
Auf etwa 6600 Quadratmetern werden 16 verschiedene Produkte und mehr als 24 Millionen Flaschen im Jahr in Mehrwegglasflaschen abgefüllt. Griesbacher verwendet ausschließlich Glasflaschen mit Mehrwegpfand aus Gründen des Klima- und Umweltschutzes. Das Personal umfasst den Betriebsleiter und 14 weitere Mitarbeiter.

## Produkte
Die Griesbacher Mineral- und Heilquellen GmbH vertreibt hauptsächlich Mineralwasser in den Ausführungen classic, medium und still. Zudem führt sie verschiedene Limonaden.

## Analysenauszug Griesbacher Mineralwasser
Das Produkt Griesbacher medium weist laut Auszug aus der amtlich anerkannten Analyse der SGS Institut Fresenius einen überdurchschnittlich hohen Anteil an Calcium auf.
| Mineralstoff     | Menge in mg/l |
| ---------------- | ------------- |
| Calcium          | 285,00        |
| Chlorid          | 9,00          |
| Hydrogencarbonat | 1504,00       |
| Nitrat           | 0,05          |
| Magnesium        | 62,00         |
| Natrium          | 200,00        |
| Sulfat           | 175,00        |